# کریستین تیسون
کریستین تیسون (انگلیسی: Cristian Tissone؛ زادهٔ ۸ فوریهٔ ۱۹۸۸) بازیکن فوتبال اهل آرژانتین است.
از باشگاه‌هایی که در آن بازی کرده‌است می‌توان به باشگاه فوتبال ویتوریا ستوبال اشاره کرد.